# ГЕС Allian Duhangan
ГЕС Allian Duhangan — гідроелектростанція на півночі Індії у штаті Гімачал-Прадеш. Використовує ресурс із річок Allian та Duhangan, лівих приток Біасу, який в свою чергу є правою притокою Сатледжу (найбільший лівий доплив Інду).
У межах проєкту на Allian Nallah звели водозабірну споруду, яка утримує невелике водосховище з припустимим коливанням рівня між позначками 2746,3 та 2752,5 метра НРМ та корисним об'ємом 85 тис. м3. Звідси 22,6 м3/сек подається до дериваційного тунелю діаметром 4 метра, котрий прямує під лівобережним гірським масивом та через 1 км завершується у верхньому балансувальному резервуарі. Останній має припустиме коливання рівня між позначками 2734 та 2748 метрів НРМ та корисний об'єм 220 тис. м3, що дозволяє забезпечити роботу станції при максимальному навантаженні протягом чотирьох годин. Далі ресурс транспортується до вирівнювального резервуару по другій ділянці дериваційного тунелю, котра має довжину 3,1 км та той самий діаметр 4 метра.
У район вирівнювального резервуару також виведено тунель довжиною 4,3 км, який подає 7 м3/сек від водозабору на Duhangan Nallah. Далі об'єднаний ресурс через похилу напірну шахту довжиною 1,5 км зі спадаючим діаметром від 3 до 2,4 метра подається до підземного машинного залу.
Основне обладнання станції становлять дві турбіни типу Пелтон потужністю по 92 МВт, які використовують напір у 876 метрів та забезпечують виробництво 802 млн кВт-год електроенергії на рік.
Відпрацьована вода по відвідному тунелю довжиною 0,8 км повертається до Allian Nallah.
Видача продукції відбувається по ЛЕП, розрахованій на роботу під напругою 220 кВ.